# Jamie Bamber
Jamie Bamber (Hammersmith, 3 april 1973) is een Amerikaans-Engelse acteur. Hij is vooral bekend van rollen als Lee Adama in Battlestar Galactica en Archie Kennedy in Hornblower. Als Tim Williamson was hij te zien in Marcella en als Archie Hughes in Beyond Paradise. Hij is getrouwd met actrice Kerry Norton, met wie hij drie kinderen heeft.
- Biblioteca Nacional de España: XX4862847
- Bibliothèque nationale de France: cb16753493w (data)
- Gemeinsame Normdatei: 141728426
- International Standard Name Identifier: 0000 0001 1459 125X
- Library of Congress Control Number: no2005082261
- Système universitaire de documentation: 167342495
- Virtual International Authority File: 166138618
- WorldCat: E39PBJvmJhy3GqfXBxYtJBPxXd